# Hứa Trác Vân
Hứa Trác Vân (sinh ngày 10 tháng 7 năm 1930), quê quán Vô Tích tỉnh Giang Tô, là sử gia nổi tiếng quốc tế, Viện sĩ Viện Nghiên cứu Trung ương Trung Quốc, chuyên về lịch sử văn hoá Trung Quốc, lịch sử xã hội và lịch sử thượng cổ Trung Quốc, đồng thời thông thạo cả lịch sử phương Tây, giỏi trong việc sử dụng các học bổng phương pháp khoa học xã hội.

## Bằng cấp
- Cử nhân khoa Lịch sử Đại học Quốc gia Đài Loan (1953)
- Thạc sĩ sở nghiên cứu văn khoa Đại học Quốc gia Đài Loan (1956)
- Tiến sĩ khoa học nhân văn Đại học Chicago, Mỹ (1962)

## Sự nghiệp
- Sở Nghiên cứu Ngôn ngữ Lịch sử Viện Nghiên cứu Trung ương: trợ lý nghiên cứu viên (1956 – 1962), phó nghiên cứu viên (1962 – 1967), nghiên cứu viên (1967 – 1971), thông tấn nghiên cứu viên (1981 – 1997), đặc sính nghiên cứu viên (1989,1999-2000,2003,2004,2006)
- Khoa Lịch sử Đại học Quốc gia Đài Loan: phó giáo sư (1962-1964), giáo sư kiêm chủ nhiệm khoa (1964-1970), giáo sư diễn thuyết (1984,2006).
- Đại học Pittsburgh: Giáo sư (1970-1982), giáo sư đại học (1982-1998), giáo sư danh dự trường đại học (1999－).
- Đại học Trung Văn Hồng Kông: Giáo sư vĩ luân (1992-1998), giáo sư danh dự nghiên cứu Trung Quốc (1998-2001).
- Đại học Hawaii: Giáo sư John Burns (1996).
- Đại học Duke: Giáo sư tinh dịch (1998-2001).
- Đại học Khoa học Kỹ thuật Hồng Kông: Giáo sư Bao Ngọc Cương (2001).
- Đại học Nam Kinh: Giáo sư danh dự Dư Kỷ Trung (2004).

## Vinh danh
- Viện sĩ Viện Nghiên cứu Trung ương Trung Quốc (1980, khoá 13)
- Hội Viên Danh dự Phi Beta Kappa
- Diễn thuyết Tiền Mục (Thư viện Tân Á Đại học Trung Văn Hồng Kông)
- Diễn thuyết Truyền Kỳ Niên (Sở Ngôn ngữ Lịch sử Viện Nghiên cứu Trung ương Trung Quốc)
- Diễn thuyết Lý Quốc Đỉnh (Đại học Trung ương)
- Diễn thuyết Dư Anh Thời (Đại học Trung Văn Hồng Kông)
- Tiến sĩ Danh dự Nhân văn học Đại học khoa học kỹ thuật Hồng Kông
- Tiến sĩ Danh dự Văn Học Đại Học Trung Văn Hồng Kông
- Giải thưởng Cống hiến Kiệt xuất Nghiên cứu Á Châu Hiệp hội Khoa học Nghiên cứu Á Châu nước Mỹ

## Tác phẩm
Một vài tác phẩm tiêu biểu gồm:
- Tây Chu Sử
- Trí thức và Dân chủ
- Trung Quốc đi về đâu?
- Lịch sử Quang Phổ học
- Nghiên cứu Lịch sử học
- Tuyển Tập Hứa Trác Vân
- Truyền thống và Canh tân
- Bối cảnh chính trong Lịch sử
- Chân dung Lãnh đạo Trung Quốc
- Chân dung Nhân vật Lịch sử Trung Quốc
- Lý luận Nghề nghiệp Xã hội Hiện đại
- Văn hoá Trung Quốc và Thế giới
- Đặc trưng Văn hoá Cổ đại Trung Quốc
- Quá trình Phát triển Văn hoá Trung Quốc
- Chính nghĩa và Công bằng trong Xã hội Hiện đại
- Tuyển tập Luận văn Lịch sử Thượng cổ Trung Quốc
- Tập Luận văn Hội thảo Nghiên cứu Lịch sử Kinh tế Xã hội Trung Quốc lần 2
- Nông nghiệp thời Hán: Đặc tính và Nguồn gốc Kinh tế Nông nghiệp Trung Quốc
- Khảo cổ học Thế kỷ Mới: Sự tác động tương hỗ của Sinh thái, Khu vực, Văn hoá
- Ngàn Năm Sông Nước: Khai triển và Bước ngoặt của Văn hoá trong Lịch sử Trung Quốc
- Luận về Lịch sử Xã hội Cổ đại Trung Quốc: Xã hội Lưu động thời Xuân Thu Chiến Quốc